# Kabah

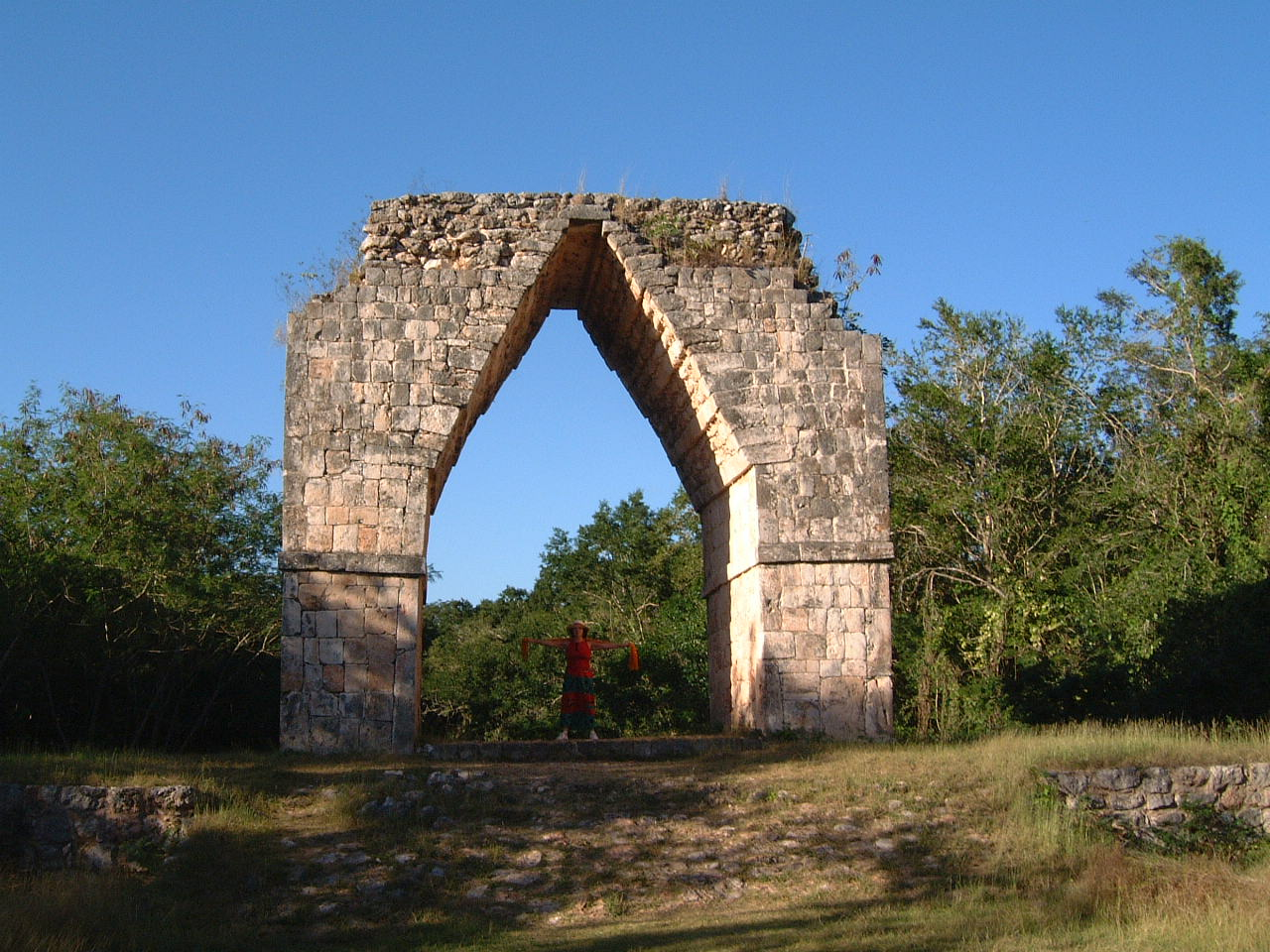
Torbogen am Beginn des Sacbé

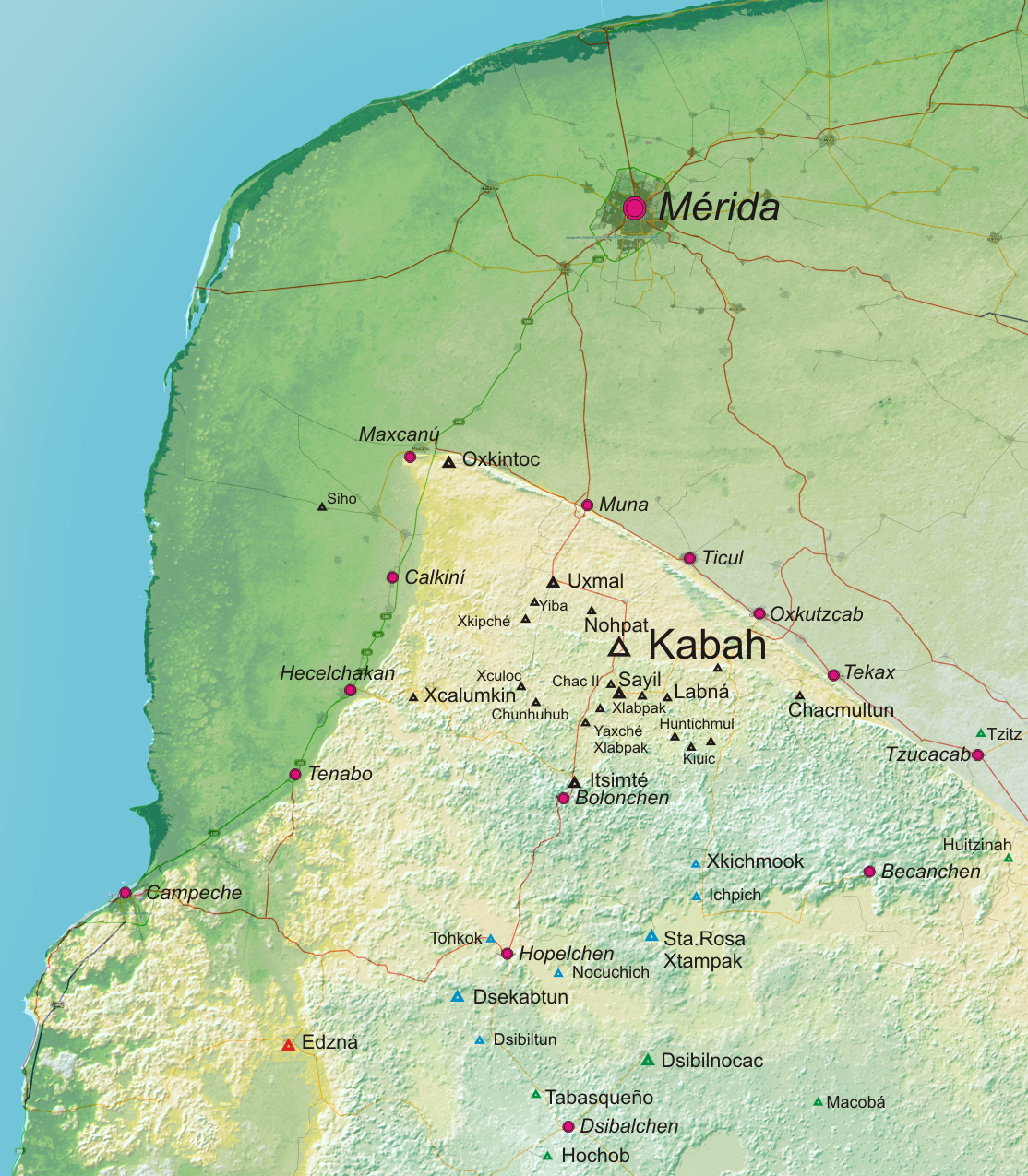
Lage von Kabah im Puuc-Gebiet

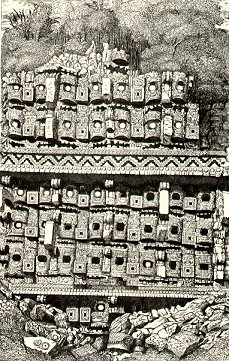
Fassade vom Palast der Masken nach Frederick Catherwood

Kabah (auch Kabaah, Kabáh, Kahbah oder Kaba) ist eine Maya-Ruine im mexikanischen Bundesstaat Yucatán (Mittelamerika). Sie wurde erstmals von John Lloyd Stephens 1841 beschrieben. Kabah ist nach Uxmal die zweitwichtigste Ruinenstadt der Maya in der Puuc-Region. Sie war wie die meisten klassischen Orte dieses Gebietes bereits verlassen, als die Spanier nach Mittelamerika kamen. Der Name Kabah kann in der Mayasprache nicht aufgelöst werden, lediglich nach Umstellung in ahkab bedeutet er laut P. Carrillo (1846) so viel wie „Starke Hand“. Die in Kabah heute sichtbaren Bauten wurden zwischen dem 6. und dem 9. Jahrhundert errichtet, sie liegen in einem Areal von 1,5 km in ost-westlicher mal 1 km in nord-südlicher Richtung. Die Ruinenzone von Kabah wird heute von der mexikanischen Bundesstraße 261 durchschnitten.

## Lage
Kabah liegt im leicht welligen Karsthügelland südöstlich der Ruinenstadt Uxmal und ist mit dieser über einen 18 Kilometer langen und fünf Meter breiten gebahnten Weg (Sacbé) verbunden, der über die große, bisher nicht weiter untersuchte Ruinenstätte Nohpat verläuft. Der Weg beginnt in Kabah mit einem großen Torbogen neben der noch nicht restaurierten Gran Pirámide. Er verläuft, mit kleinen Richtungsänderungen, zunächst zu der kleinen Ruinenanlage Xhaxché (von Stephens als Sacbey bezeichnet), dann nach Nohpat und schließlich in Richtung auf den Gouverneurspalast von Uxmal. Das genaue Ende in Uxmal konnte bisher nicht lokalisiert werden. Der Grund liegt darin, dass der Sacbé hier nur durch eine einfache Steinreihe auf beiden Seiten markiert wird, während die Füllung aus kleinen Steinen und Mörtel heute nicht mehr vorhanden ist. An flachen Geländestellen verschwindet der Sacbé heute unter dem aufgeschwemmten Boden.

## Forschungsgeschichte
Der erste moderne Besucher der Stadt war John Lloyd Stephens, der einen Bericht in seinem Werk 1843 publizierte. Ihm folgte 1887 Teobert Maler, der ausführliche Beschreibungen, Pläne und Fotografien hinterließ. Die bisher ausführlichste Dokumentation stammt aus den Jahren 1936–1940 von H. E. D. Pollock. Archäologische Untersuchungen, die ungefähr 1960 einsetzten, bestanden hauptsächlich aus der Konsolidierung einzelner Gebäude. Besonders zu erwähnen sind die jüngeren Arbeiten unter Leitung von Ramón Carrasco Vargas am Codz Poop (Rückseite) und an Manos Rojas. Die kleine Gruppe nicht zugänglicher Gebäude (1A3 bis 1A6) wurde 2004 freigelegt und die Mauern bis zur Gesimshöhe rekonstruiert.

## Östliche Gebäudegruppe
Die Stadt besteht aus mehreren Gruppierungen von Gebäuden, die meist um rechteckige Höfe angeordnet sind. Dem Tourismus geöffnet ist vor allem der Komplex östlich der Bundesstraße, dessen Bauten zu einem großen Teil wiederhergestellt wurden.

### Codz Poop

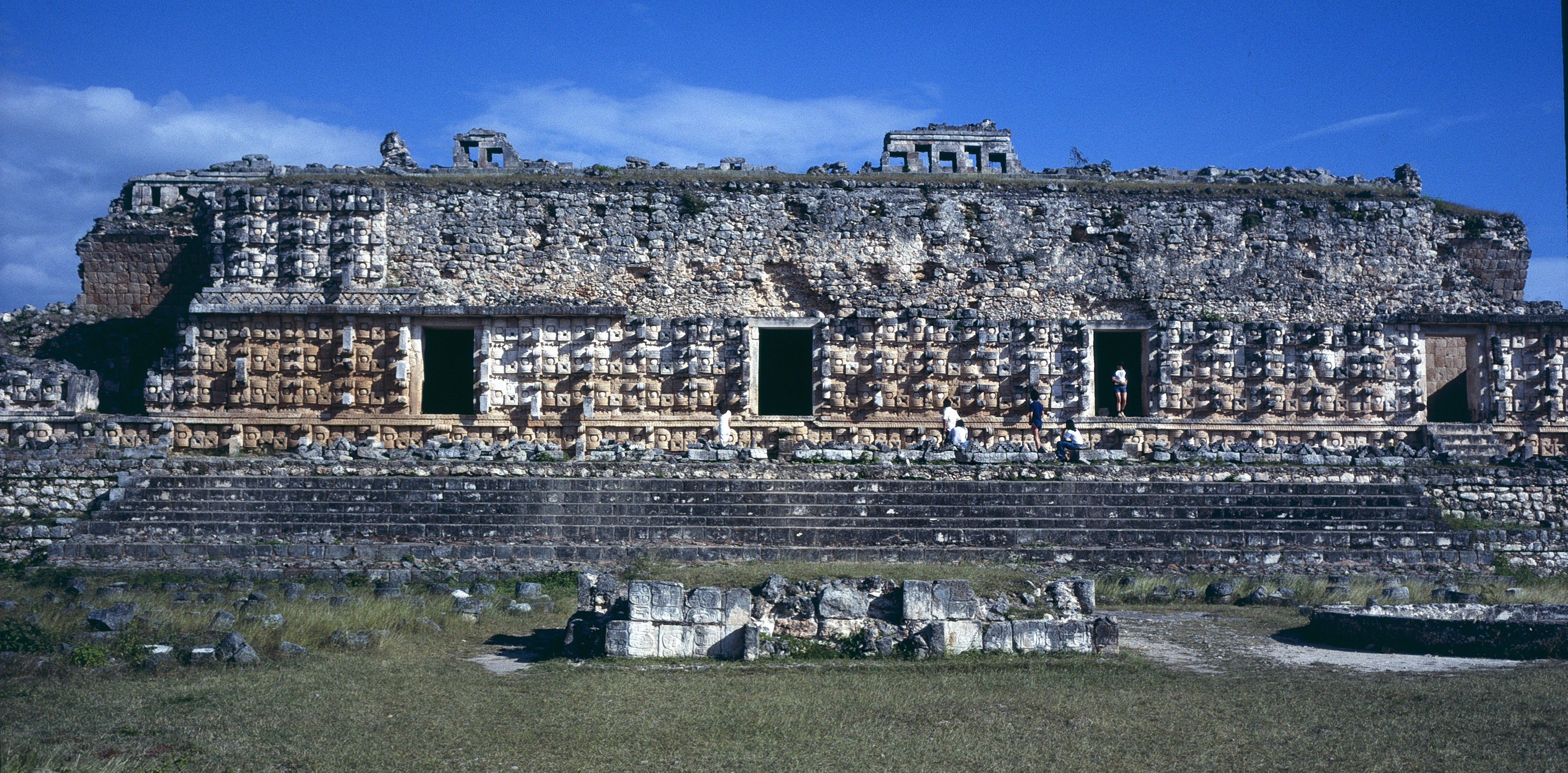
Codz Poop, Westfassade

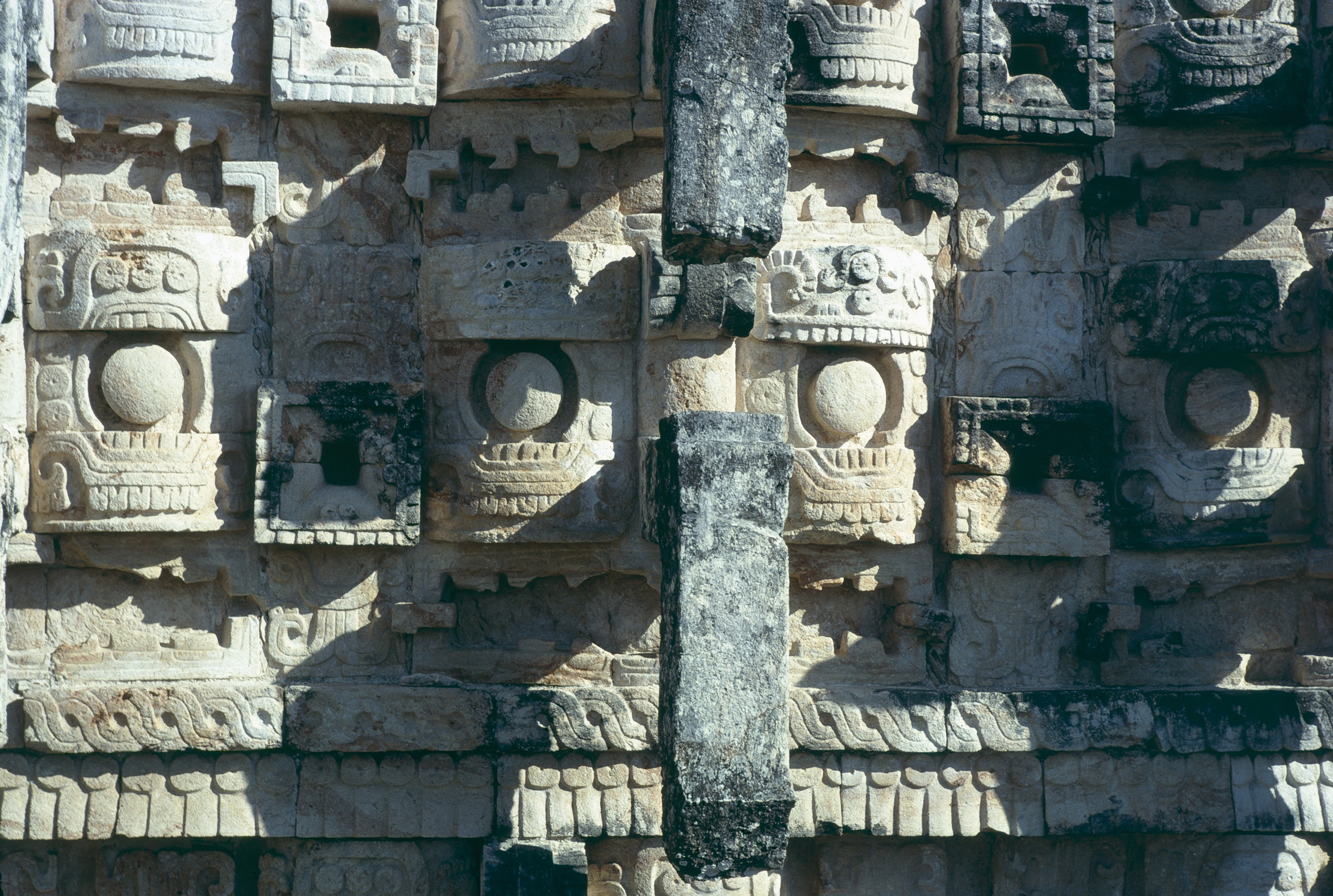
Codz Poop, Detail der Westfassade

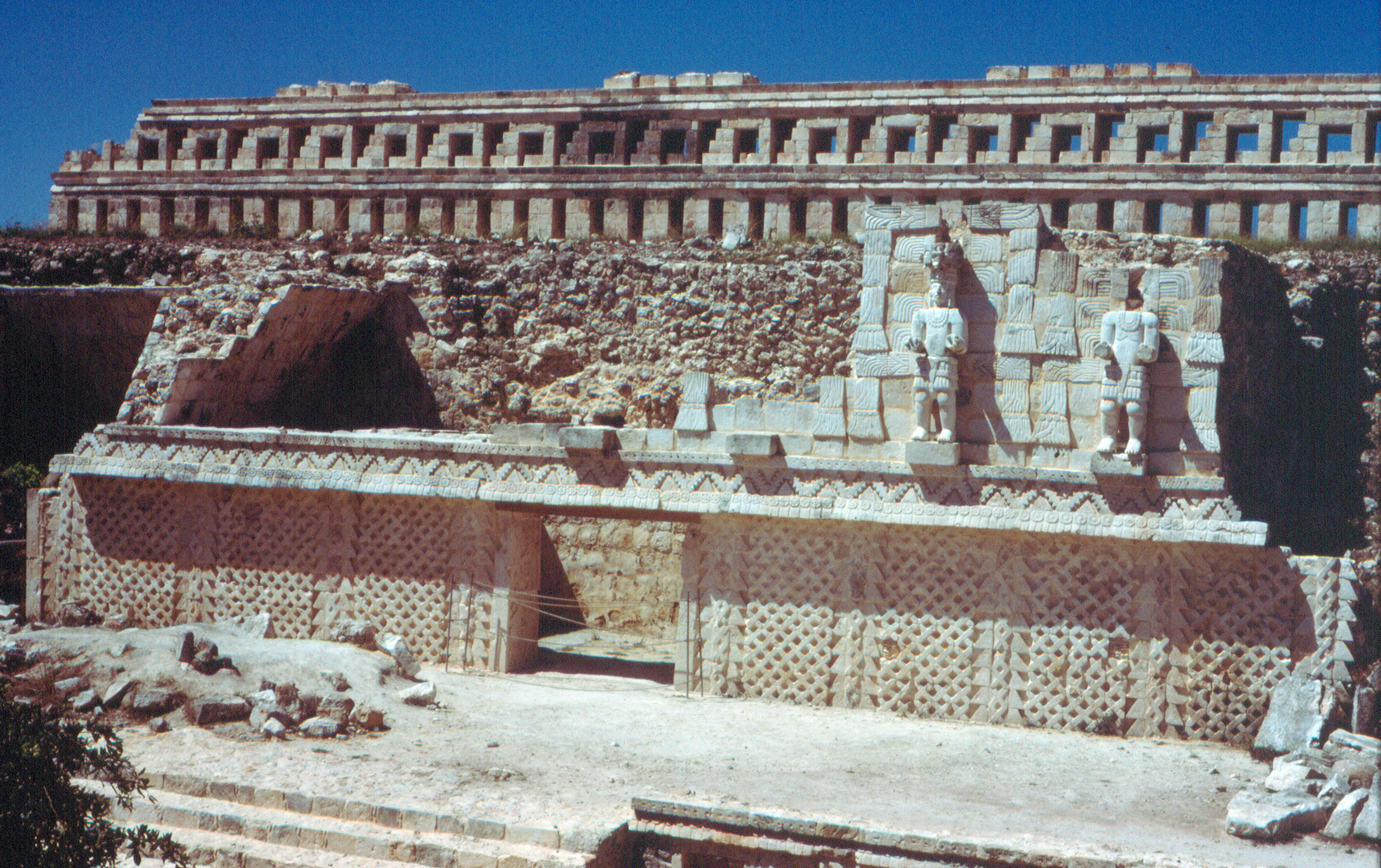
Codz Poop, Ostseite, Königsfiguren

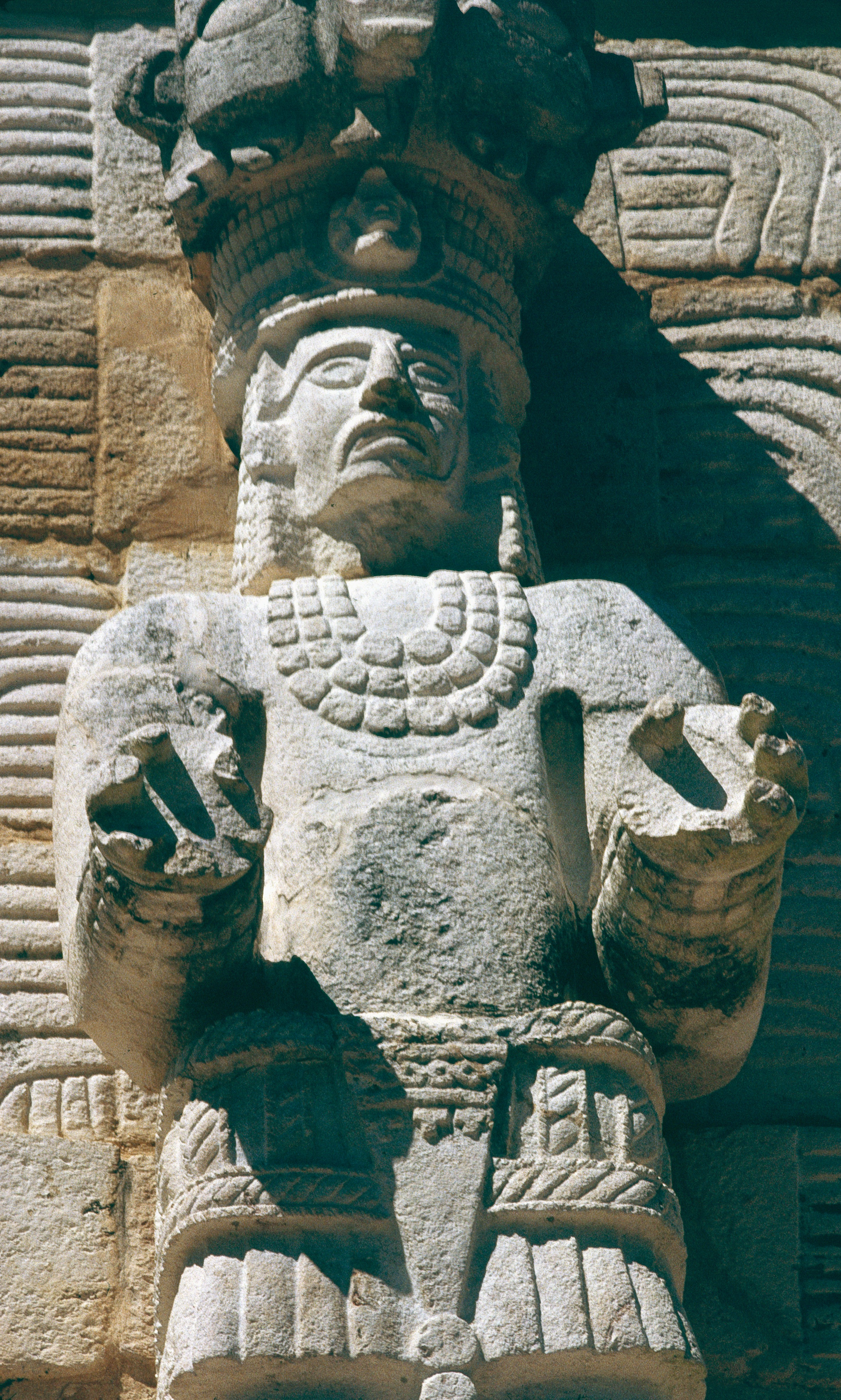
Codz Poop, Königsfigur

Am besten bekannt ist der 45 Meter lange Palast der Masken (Codz Poop, technische Bezeichnung 2C6, Stephens nach Aussage Einheimischer: First Casa), das zweifellos dominierende Gebäude der östlichen Gruppe. Das Gebäude liegt auf einer hohen Plattform (die das dort ansteigende Gelände ausgleicht), auf die von der Schauseite im Westen eine in der Mitte liegende Treppe hinauf führte, die jedoch nicht rekonstruiert wurde. Vor dem Gebäude liegt eine knapp 40 m breite Fläche, auf der niedrige Konstruktionen und eine Altarplattform stehen, die an der Außenseite zwei übereinander angeordnete Reihen von Hieroglyphen aufweist. Das eigentliche Gebäude steht auf einer Plattform, die rund 7 m breiter als das Gebäude selbst ist und eine Mitteltreppe von der vorgelagerten Plattform im Westen aufweist. Das Gebäude selbst hat einen in Kabah häufigen rechteckigen Grundriss, dessen Mitte ein Kern aus Geröllsteinen einnimmt. Um ihn herum sind auf vier Seiten Räume angeordnet: auf der Vorderseite (Westseite) und den beiden Schmalseiten sind es jeweils Reihen von Räumen, hinter denen eine weitere Reihe gleich großer Räume angeordnet ist. Die Ostseite besteht aus einer einfachen Reihe. Zusammen mit jeweils zwei, quer zur Raumreihe der Vorderseite liegenden, Querräumen (die annähernd völlig zerstört und nicht rekonstruiert worden sind) sind es 26 Räume. Über dem mittleren Kern des Gebäudes wurde kein zweites Stockwerk errichtet, sondern es verläuft parallel zur Hauptfassade ein aus zwei Registern bestehender, durchbrochener Dachkamm. 
Die reich dekorierte Fassade der Westseite hat dem Gebäude den Namen eingetragen: Die Außenseite der Gebäudeplattform (rund 1,4 m hoch) trägt eine ununterbrochene Folge von Chaac-Masken, auf den anderen Seiten sind anstelle der Masken die üblichen horizontalen Dekorbänder aus Mäandern und verschlungenen Bändern zu sehen. Die eigentliche Fassade der Westseite besteht aus einer kontinuierlichen Abfolge von aus drei Masken bestehenden Kaskaden im unteren Wandbereich und demselben Dekor im oberen Wandbereich. Insgesamt dürften, einschließlich des Sockels, ursprünglich mindestens 210 Masken vorhanden gewesen sein. Teilweise wurde die Fassade wieder konsolidiert. Die Reihe der hinteren Räume liegt rund 80 cm höher als der Fußboden der äußeren Räume. Bemerkenswert ist, dass im mittleren Raum der Westseite zur Überbrückung des Höhenunterschiedes keine Treppe, sondern eine monumentale Maske verwendet wird, über deren Rüssel man nach oben steigt. Die Ostseite des Gebäudes weicht im Dekor von den übrigen Seiten stark ab. Hier sind keine Masken anzutreffen, sondern die untere Wandfläche ist mit diagonalen Bändern in Feldern geschmückt, die in Abständen von senkrechten Reihen dreieckiger Steine und Kreuzsteinen unterbrochen werden. Der mittlere Fries zeigt Rosetten, schräg gestellte Sägesteine und darüber ein glattes Band. Bemerkenswert und überaus selten sind die vollplastischen, mannshohen Steinfiguren in der oberen Wandfläche. Sie haben ausdruckslose, mit Schmucknarben übersäte Gesichter und gehören zu den wenigen dreidimensionalen, menschlichen Steinfiguren in Maya-Ruinen. Zwei Reliefplatten zu beiden Seiten des zentralen Eingangs der Ostseite zeigen in zwei Registern Maya-Krieger mit toltekischen Zügen, in einem schmalen mittleren Band befinden sich nur teilweise lesbare Texte, die ein Datum aus dem Jahre 859 enthalten.

### Segunda Casa

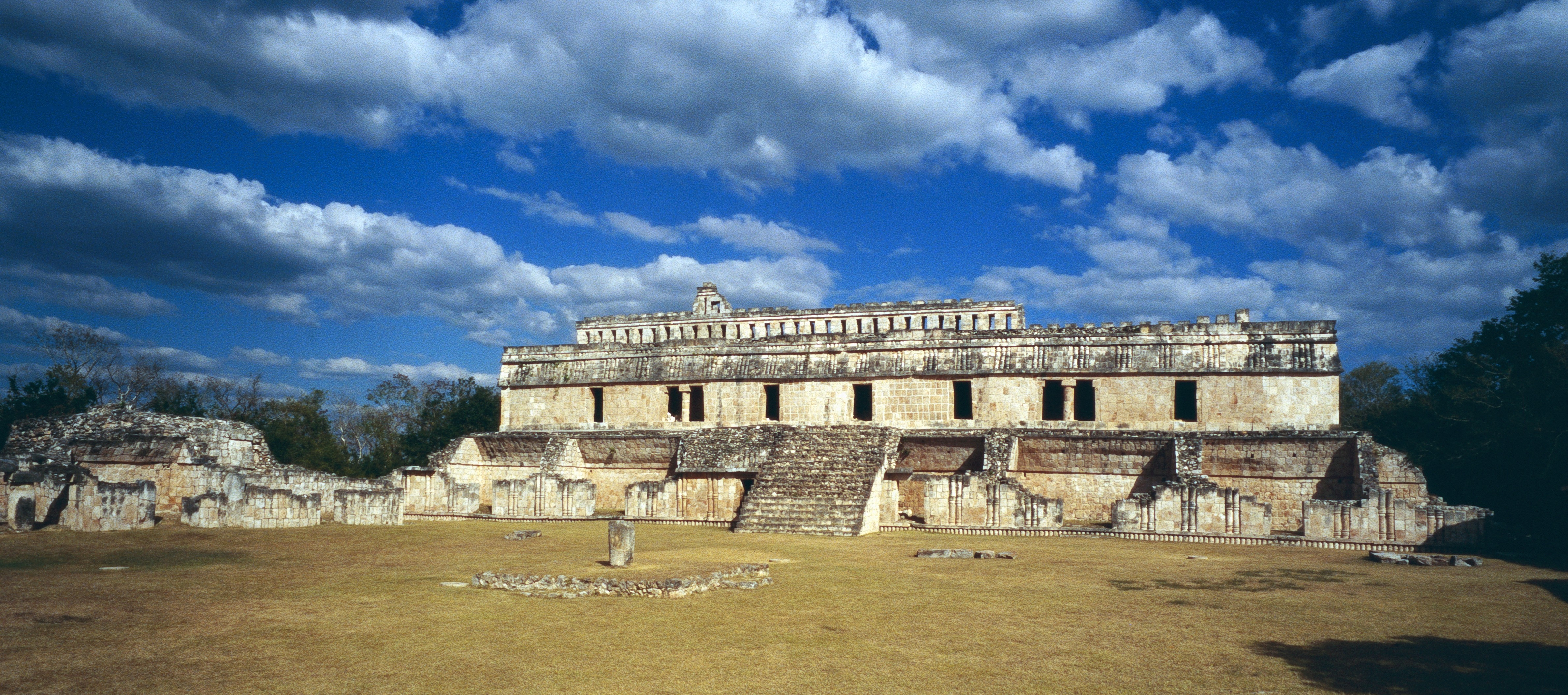
Gebäude 2C2, Westfassade

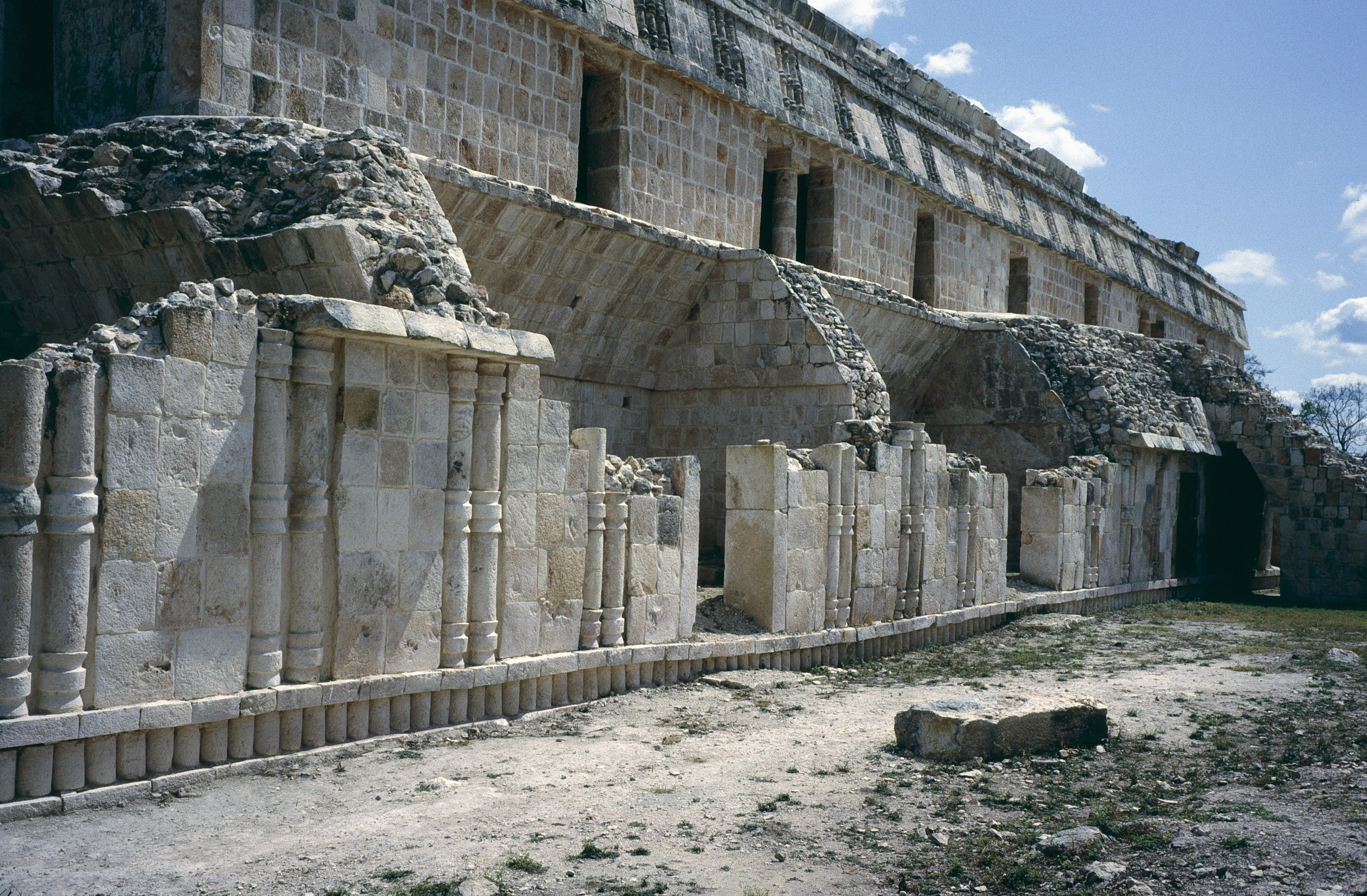
Gebäude 2C2, Detail der Westfassade

Das von Stephens als „Zweites Haus“ bezeichnete Gebäude 2C2 liegt an der Ostseite eines Hofes, der dasselbe Niveau aufweist wie der Codz Poop, aber von Westen über eine eigene Treppe zugänglich ist. Das Gebäude beeindruckt durch die Präzision in Planung und Ausführung sowie Dekor. Das Erdgeschoss besteht aus einer einfachen Reihe von Räumen, die um einen rechteckigen Kern aus Schüttmauerwerk angelegt sind. Die Vorder- (West) und die Rückseite sind hierbei genau spiegelbildlich gestaltet und weisen je sechs Räume auf, die relativ breit sind. Es ist ungewöhnlich, dass bei einem größeren Gebäude die Toreingänge einer Hauptfassade eine gerade Zahl bilden. Die Schmalseiten im Norden und Süden weisen jeweils zwei Räume auf. Über die beiden Hauptfassaden springt eine fliegende Treppe zum oberen Niveau, auf dem ein langes, die gesamte sicher bebaubare Fläche ausnutzendes Gebäude steht, das aus zwei, ebenfalls spiegelbildlichen, Reihen von je sieben Räumen besteht, die sich nach Osten und Westen öffnen. Die Reihen werden an den Schmalseiten von je einem Querraum abgeschlossen. Als einzige Abweichung von der Symmetrie fällt auf, dass auf der Vorderseite die jeweils zweiten Räume (gerechnet von der Seite) einen von einer Säule getragenen Eingang haben, während dies auf der Rückseite bei den ersten Räumen der Fall ist. Über der Trennmauer zwischen den beiden Raumreihen steht über die gesamte Länge des Gebäudes ein aus zwei Registern bestehender Dachkamm. Der Fassadendekor ist einfach gehalten: Auf einem Gebäudesockel mit einer durchgehenden Säulchenreihe zwischen zwei glatten Bändern folgt die untere Wandfläche, die glatt ist, aber dreimal von Paaren dreifach gekröpfter Säulen zwischen den Türen unterbrochen wird. Mittlerer Fries und obere Wandfläche sind kaum erhalten und können deshalb nur schwer rekonstruiert werden. Vermutlich waren sie dem oberen Stockwerk ähnlich. Dieses weist eine völlig glatte untere Wandfläche auf, das einzige gliedernde Element sind hier die Türen. Die obere Wandfläche ist leicht nach innen geneigt und glatt, mit häufigen Unterbrechungen durch Dreiergruppen von dreifach gekröpften Säulchen, die sich auch im oberen Fries, wenn auch niedriger, wiederholen.

### Teocalli

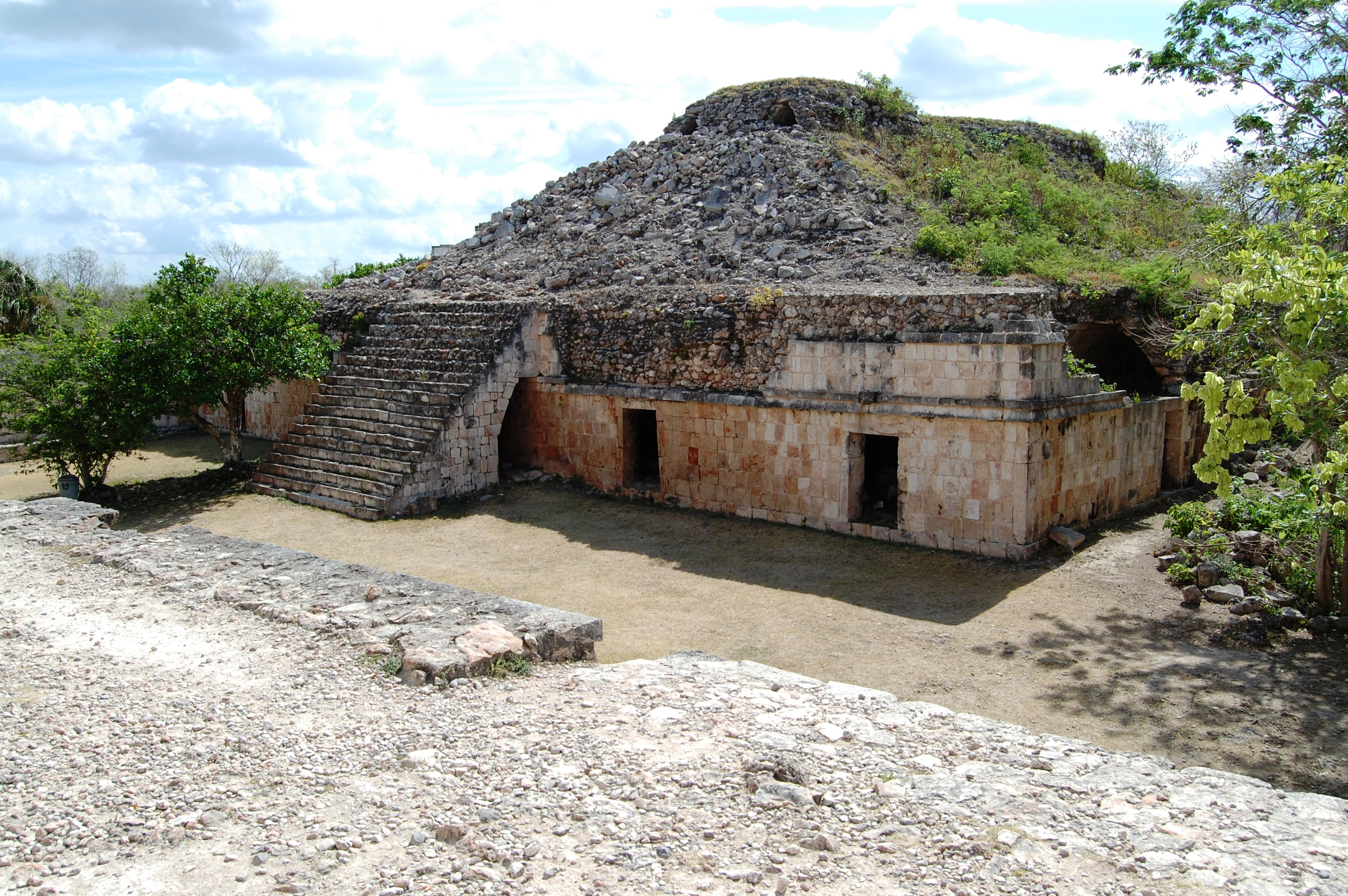
Gebäude 2C3, Südwestecke von Dach des Codz Poop

Teocalis, eigentlich Teocalli, nannte Stephens dieses Gebäude (technische Nomenklatur 2C3). Auch hier handelt es sich um ein vierseitiges, beinahe quadratisches Gebäude um einen großen Schüttkern. Die Frontseite ist nach Norden, dem Hof zu orientiert. Auf allen vier Seiten finden sich fünf Räume, welche auf der Front- und Rückseite etwas länger sind; bei dreien an der Frontseite und einem an der Rückseite ist der Eingang durch Säulen besonders repräsentativ gestaltet. Dennoch ist die Fassade sehr einfach: Die undekorierten unteren und oberen Wandflächen (aus letzterer ragten einzelne Steinzapfen, die eine Dekoration aus Stuck hielten) werden nur durch einen einfachen Fries aus zwei glatten Bändern getrennt, der Sockel ist ebenfalls einfach und besteht nur aus einer vorgezogenen Steinreihe. Der obere Fries bestand aus drei einfachen Steinreihen. Damit ist das Gebäude einer frühen Phase der Puuc-Architektur zuzuordnen, kombiniert aber Elemente der Typen I und II. Das zweite Stockwerk war durch die Konstruktion des großen Schüttkerns von Anfang an vorgesehen, zu ihm führen fliegende Treppen an der Nord- und Ostseite hinauf. Das Gebäude sitzt auf einer eigenen Plattform, die weit größer als das Gebäude ist. Dieses ist so stark zerstört, dass sich nur der Grundriss ablesen lässt: Auch hier ist die Symmetrie tragendes Konzept: Auf der Nord- wie auf der Südseite liegen jeweils zwei einander gegenüber angeordnete Reihen mit je drei Räumen, wobei die hinteren durch die vorderen zu betreten sind. An den Schmalseiten liegen jeweils zwei Querräume nebeneinander. Eine überdimensionierte Trennwand zwischen den Räumen der Vorder- und der Rückseite weist auf einen Dachkamm hin, von dem keine Spuren erhalten sind. Es sind nur noch die Maueransätze der Außenwände der inneren Räume vorhanden.

### Gebäude 2C1

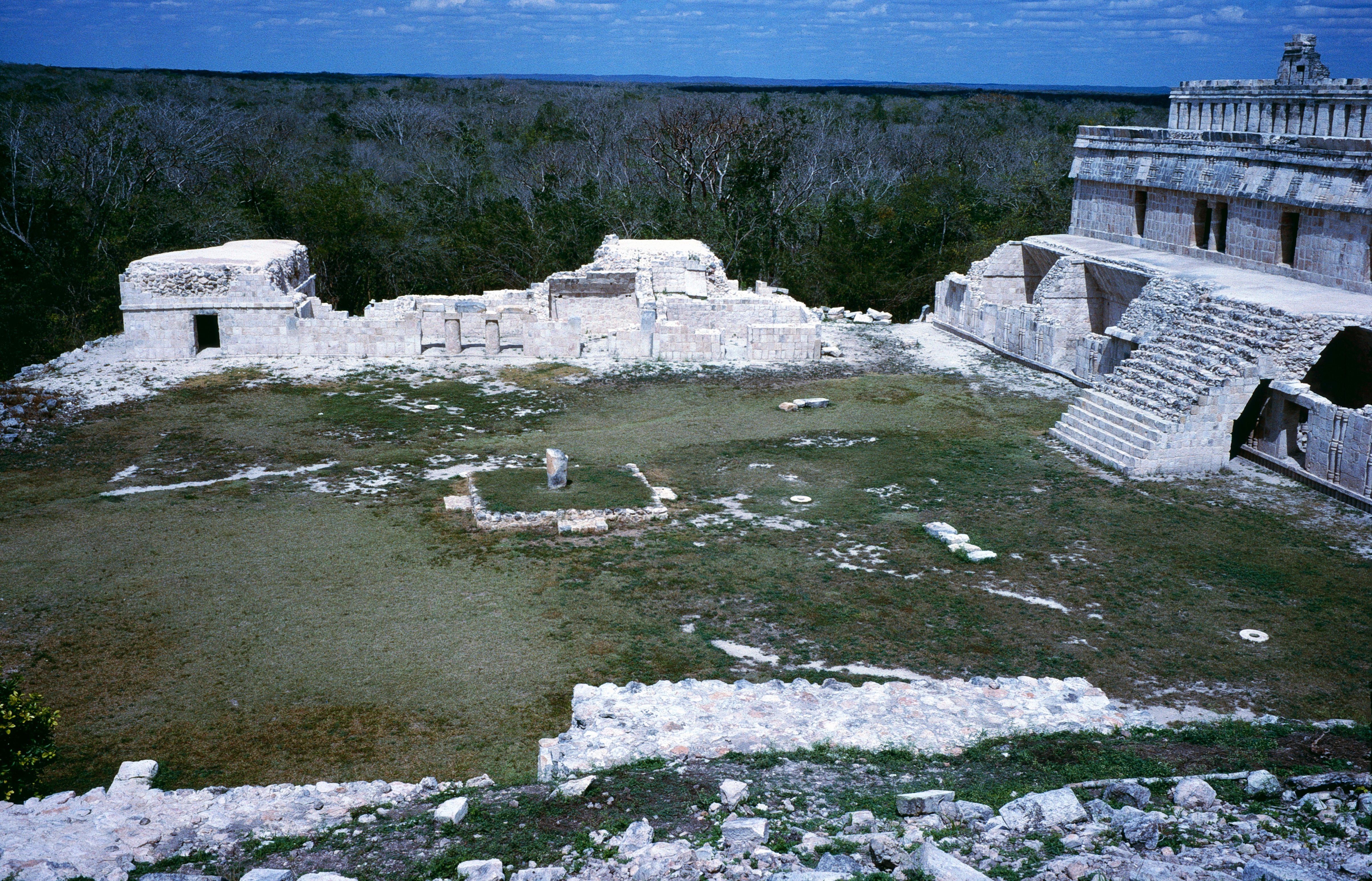
Gebäude 2C1 vom Dach des Teocalli

Gegenüber dem Teocalli, auf der Nordseite des Hofes, steht ein unregelmäßiges Gebäude. Es besteht aus einer Reihe von fünf Räumen, an die auf der Hinterseite noch zwei Gruppen von Räumen angefügt sind. Die Mauerfugen lassen mehrere Bauphasen erkennen. Als erstes entstand ein kleines Gebäude mit drei Räumen und einem zentralen Eingang mit zwei Säulen nach Süden. Merkwürdigerweise hat der linke dieser Räume seinen Zugang von hinten, wechselt also die Orientierung. An diesen Raum wurden drei Räume angefügt, einer in Verlängerung des älteren Gebäudes, mit zwei quer verlaufenden Räumen dahinter, die sich zu einem so entstehenden kleinen Hof öffneten. 
Die weitere Bauabfolge ist unklar: auf der gegenüberliegenden Seite des kleinen Hofes entstand ein ebenfalls an das älteste Gebäude angefügtes, weiteres Gebäude mit drei Räumen: einem großen vorderen, dem Hof zugewandten, mit einem Eingang mit zwei Säulen, und davon abgehend zwei kleinere Räume in der hinteren Reihe. An die Rückseite dieser Konstruktion wurde, vermutlich später, eine ganz unregelmäßige Ergänzung aus drei Räumen angefügt: einer zum großen Hof in Verlängerung des ältesten Bauteils und zwei von der Ostseite begehbare. Nicht erklärt ist der Grund für eine besonders dicke Mauer hinter einem der Seitenräume. Die Fassade weist überall dekorationslose Wandflächen auf mit einem einfachen Sockel und einem einfachen Band als mittleres Gesims. Damit gehört auch dieses Gebäude zum Architekturtyp Puuc I oder II.

### Gebäude 2C4

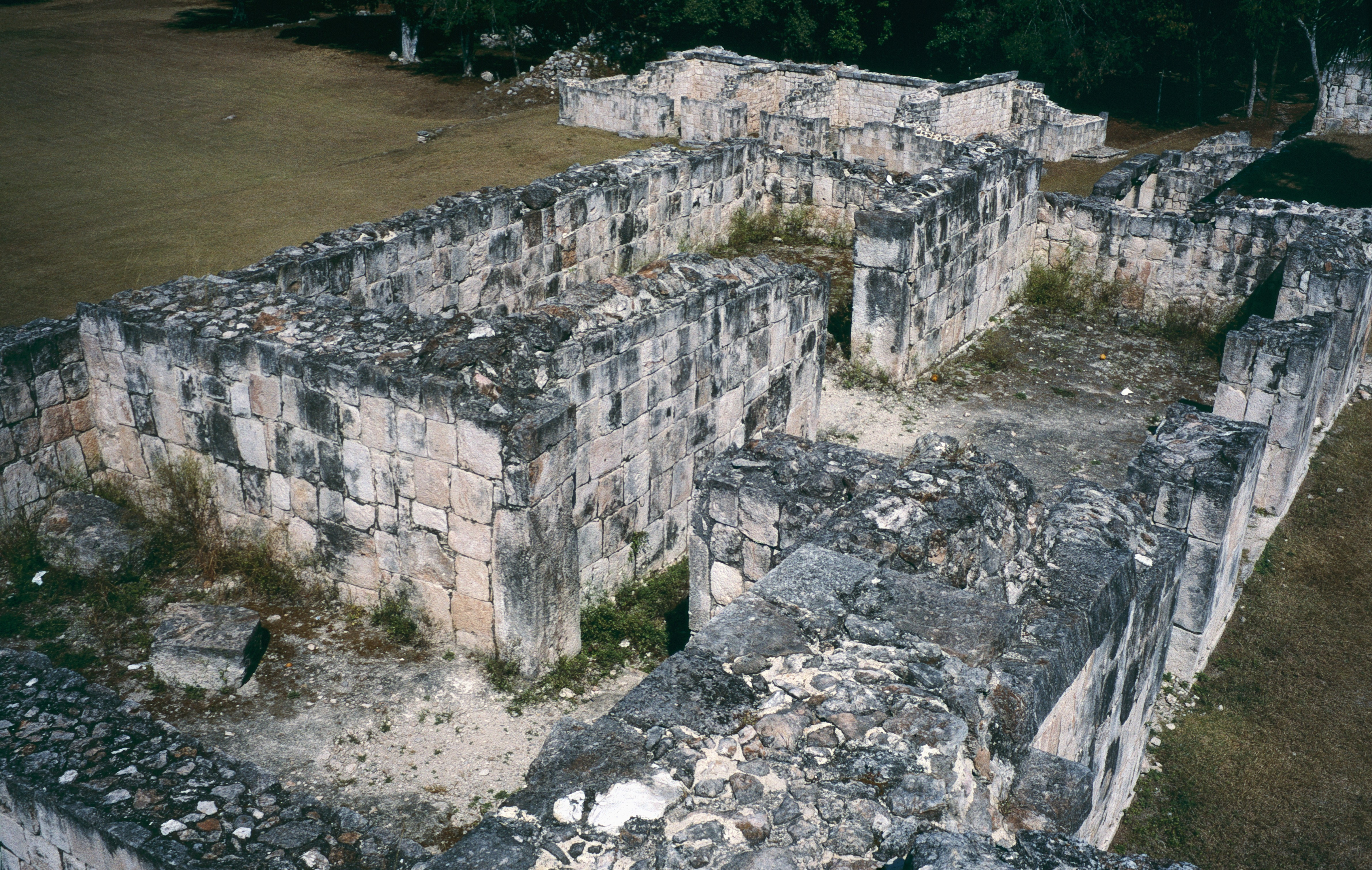
Gebäude 2C4

An der Nordwestecke des Teocalli, direkt an dieses anstoßend, wurde ein Gebäude bis zum Dachansatz rekonstruiert, das aus drei Räumen besteht, von denen der vordere, dem Hof zugewandte, einen von zwei gemauerten Pfeilern gebildeten Eingang hat. Während die Mauerdicke eine Überwölbung im Maya-Kraggewölbe gestatten würde, ist die Raumbreite mit rund 3 m hart an der Grenze der Spannbreite eines Mayagewölbes. Deshalb spricht einiges für eine späte Konstruktion, die mit einem Holzdach versehen war. Unterhalb des Gebäudes zieht sich an der hohen Plattformkante neben der Treppe, die auf die Plattform hinaufführt, nach Norden hin eine Reihe von fünf Räumen entlang.

### Unbenanntes Gebäude unterhalb der Plattform

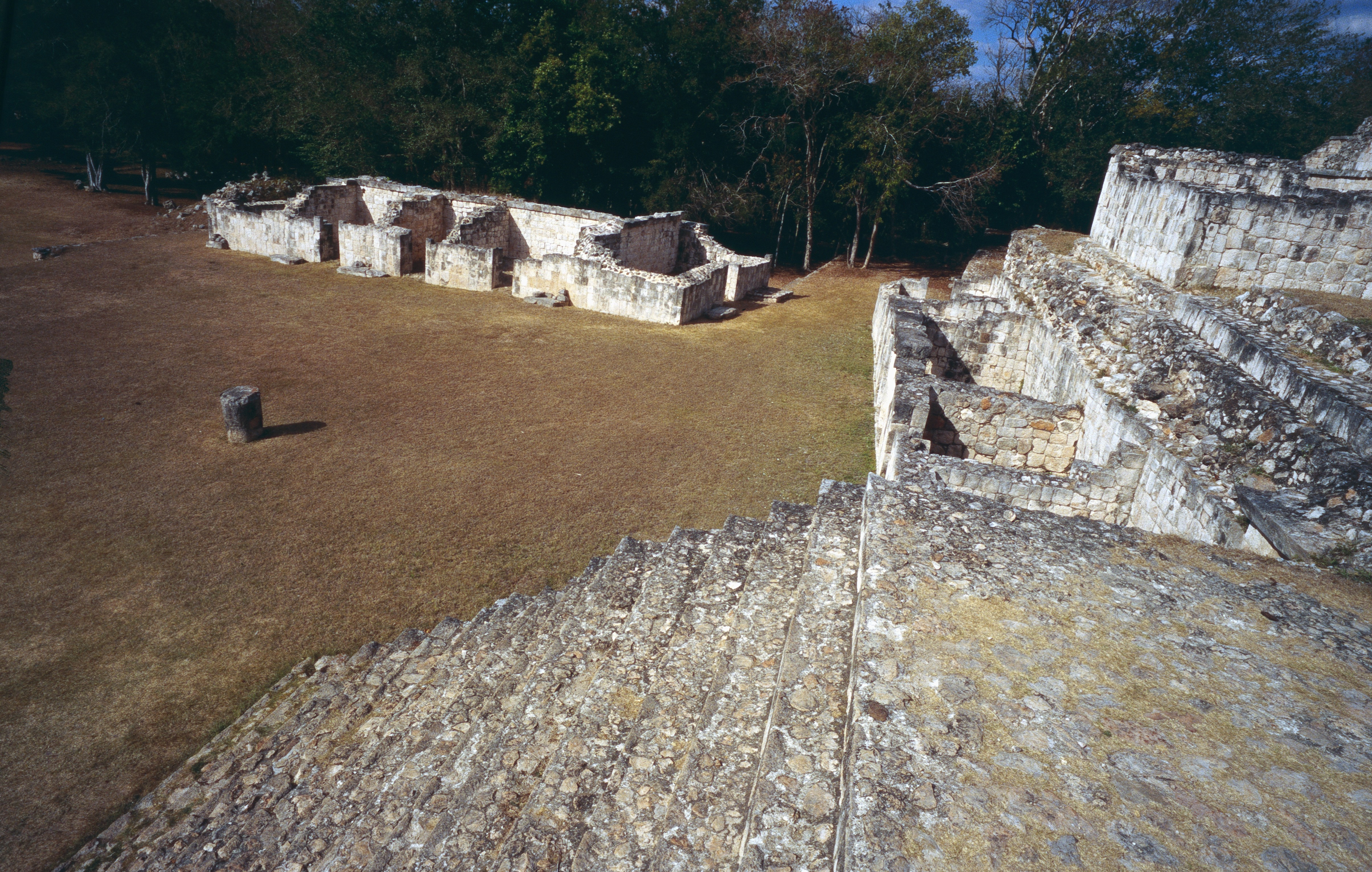
Unbenanntes Gebäude

Unterhalb der Plattform der Ostgruppe steht ein einfaches Gebäude, bestehend aus zwei spiegelbildlich angeordneten Reihen von drei relativ kleinen Räumen und einem Querraum an jedem Ende.

## Entfernte Ostgruppe

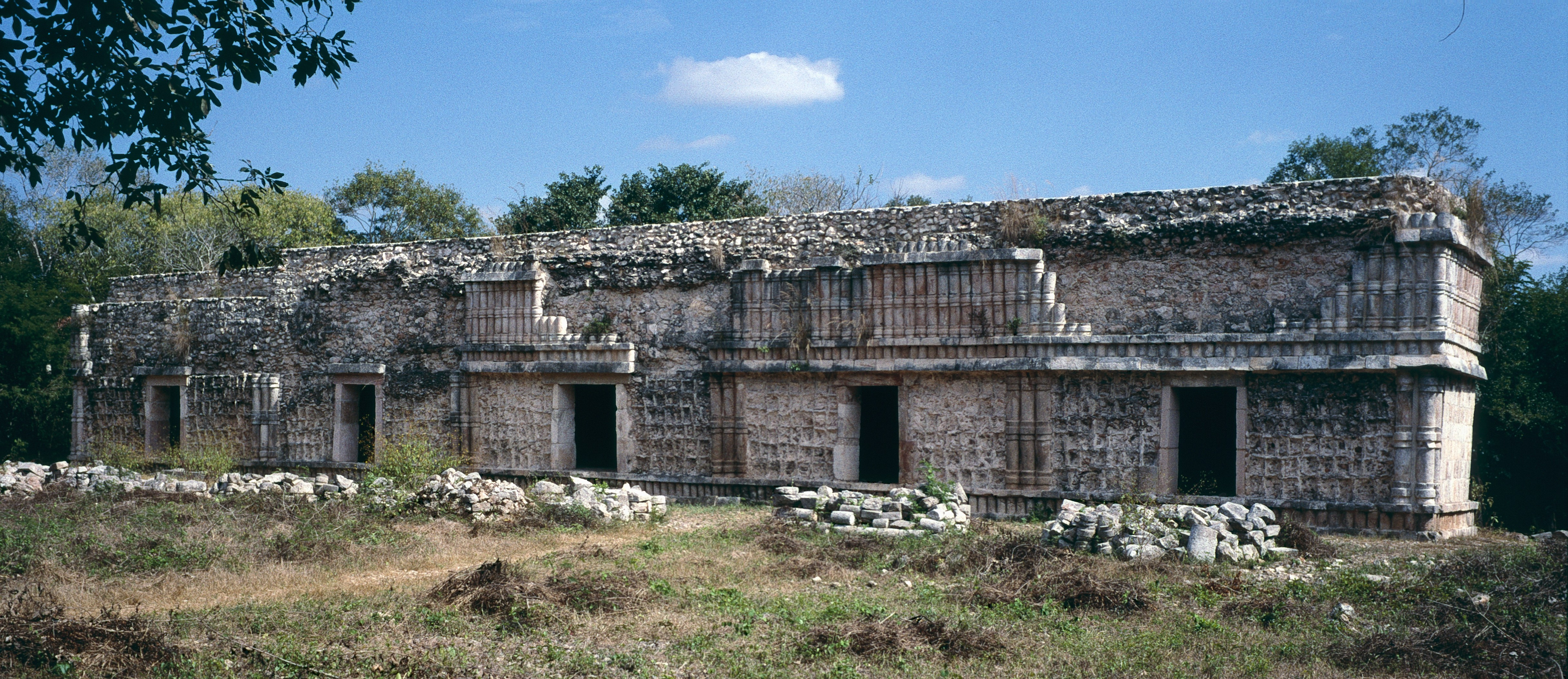
Gebäude 1C1, Westfassade

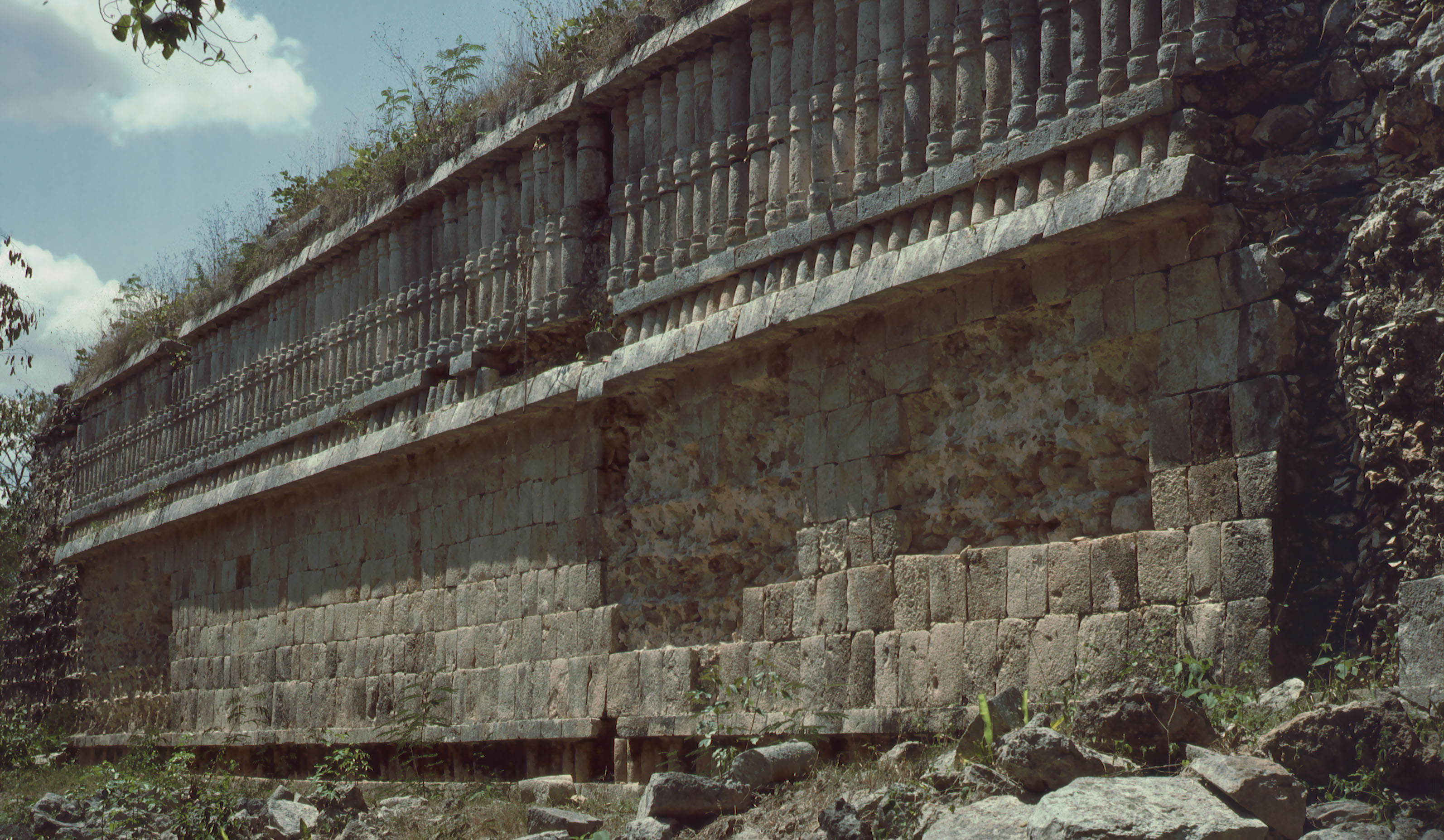
Gebäude 1C1, Rückseite

Knapp 200 m östlich der Segunda Casa steht das Gebäude 1C1, das aus einer einfachen, in Nord-Süd-Richtung verlaufenden Reihe von fünf Räumen besteht. Es gehört, wie sich aus den Resten der Frontfassade und vor allem der gut erhaltenen Fassade der Rückseite ablesen lässt, dem Säulchenstil des Puuc-Stils an. Die untere Wandfläche dürfte glatt gewesen sein, in der Mitte zwischen den Türen durch eine Gruppe von drei massigen Säulen mit dreifacher Kröpfung unterbrochen. An den Ecken ist die Gruppe von Säulen um die Ecke gestellt. Die Rückseite gibt ein sehr eindrucksvolles Beispiel des Säulchenstils: eine völlig undekorierte untere Wandfläche und darüber eine kontinuierliche Folge von hohen, dreifach gekröpften Säulchen. Die drei Friesbänder sind grundsätzlich ähnlich aufgebaut: zwischen zwei glatten Bändern eine durchlaufende Reihe niedriger Säulchen.
Rund 150 m südsüdwestlich des eben beschriebenen Gebäudes steht eine bemerkenswerte Konstruktion: ein Gebäude (2C7), dessen unterer Fries mit sehr hohen Säulchen zwischen zwei Bändern und glatter Wandfläche mit Paaren von hohen gekröpften Säulchen dekoriert ist. Die Ecken werden durch eine in eine Vertiefung eingesetzte Säule sowohl im Fries wie in der Wandfläche gebildet. Die Qualität der Steine ist außergewöhnlich gut. Das Gebäude war jedoch niemals fertiggestellt worden; es fehlen die Gewölbesteine im Schutt, und auch der südlichste Raum wurde nicht begonnen. Der Grundplan zeigt eine Eigenheit des Chenes-Gebietes: Bei dem (geplant) fünfräumigen Gebäude liegt nur hinter dem mittleren Raum ein weiterer Raum, dessen Außenwände über die Rückfassade hinausragen.

## Westliche Gruppe
Die Bauten westlich der Straße, die das Ruinenareal durchschneidet, sind bis auf den rekonstruierten Torbogen am Beginn des Sacbé nicht öffentlich zugänglich. Der Weg zum Torbogen führt an der unmittelbar an der Straße gelegenen Grán Pirámide vorbei, der einzigen Pyramide in Kabah, der im Süden ein Hof mit einem Altar in der Mitte vorgelagert ist. Die Pyramide und die umgebenden Bauten sind bisher nicht freigelegt worden. Außerhalb des freigelegten und zugänglichen Bereiches erstrecken sich, insbesondere auf einem westlich des Zentrums gelegenen Hügelzug, Komplexe von Tempeln und Palästen, für die charakteristisch zu sein scheint, dass nicht alle in alter Zeit fertiggestellt wurden.

### Manos Rojas

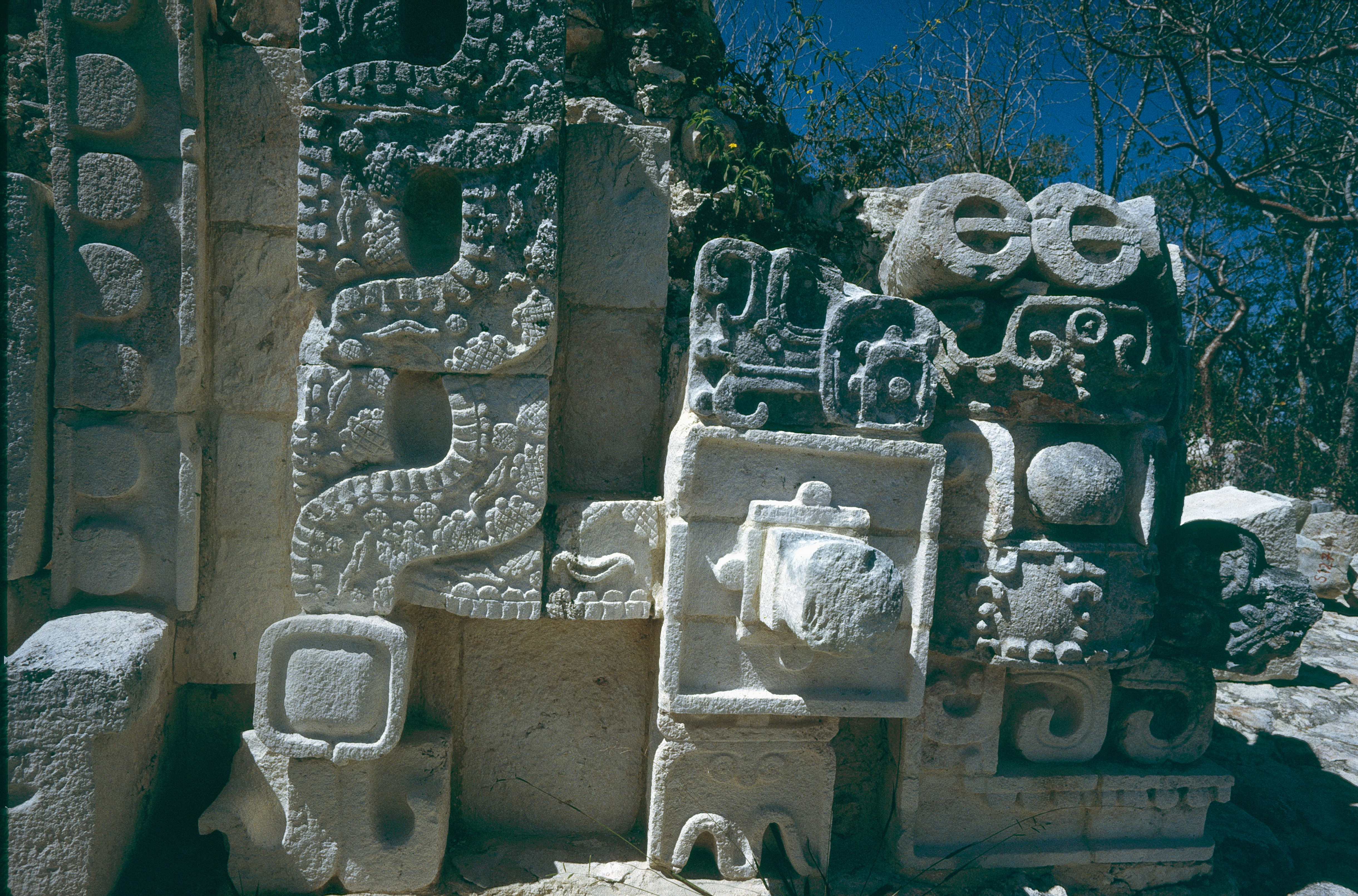
Manos Rojas, Fassade des zweiten Stockwerkes

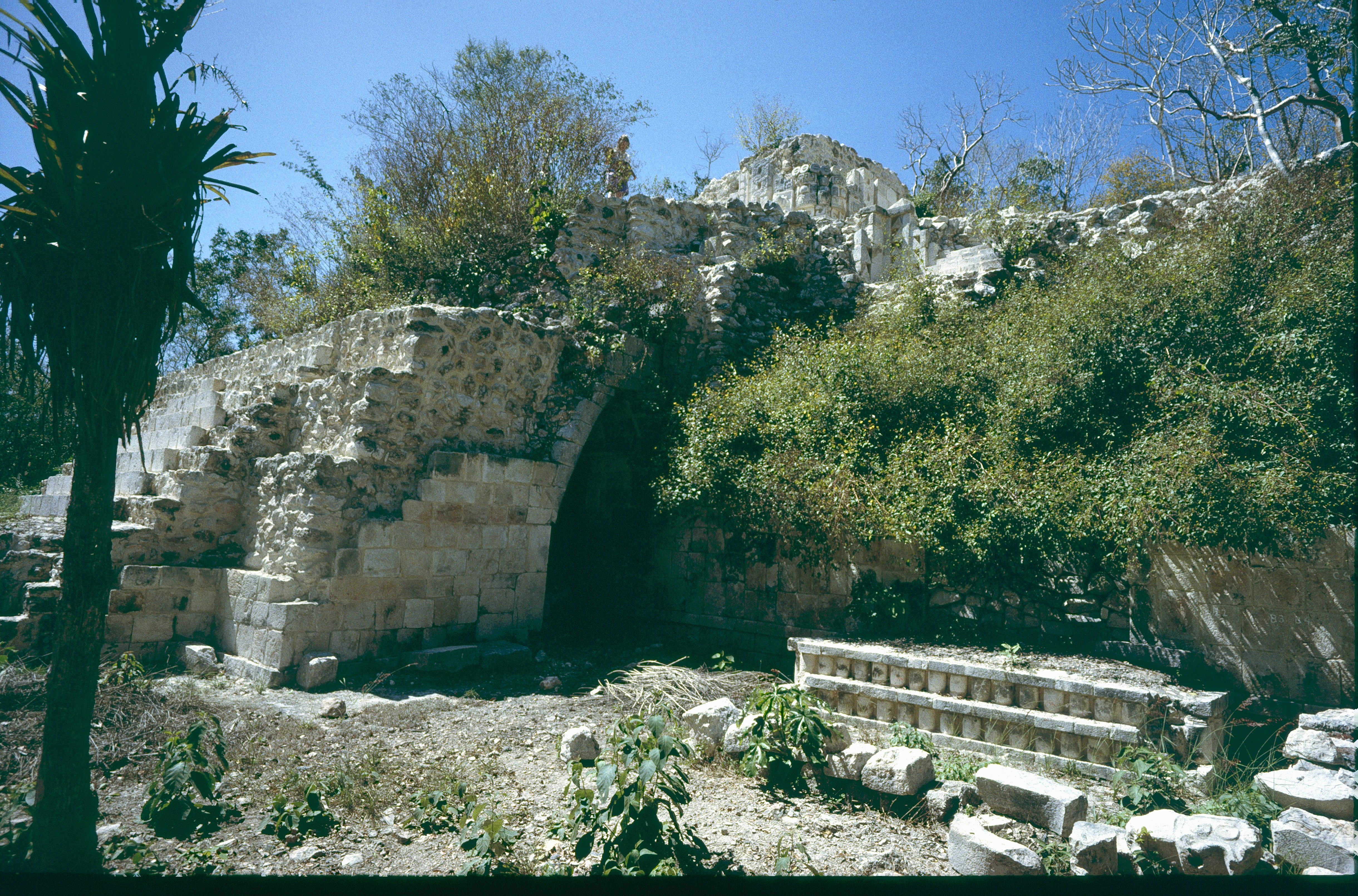
Manos Rojas, Fliegende Treppe

Bedeutend ist das teilweise rekonstruierte zweistöckige Gebäude Manos Rojas (1A1), das in alter Zeit nicht fertiggestellt wurde. Es besteht aus einem um einen Kern aus Schutt angelegten rechteckigen Gebäude, das Räume an allen vier Seiten aufweist. In einem der Räume ist die Hinterwand mit ockerfarbenen Abdrucken von Händen übersät – was dem Gebäude den Namen gegeben hat. An der Haupt- oder Ostfassade liegt an den Ecken hinter den Räumen der ersten Reihe eine weitere Reihe, die durch die vorderen Räume zugänglich ist. Von Osten und Westen führen breite Treppen zum Niveau des zweiten Stockwerkes. Sie springen als Fliegende Treppen mit einem Gewölbe über die Fassade des Erdgeschosses und lassen so einen Gang parallel zur Fassade frei, der Zugang zu den beiden unterhalb der Treppe liegenden Räumen gestattet. Aus dieser Struktur ist darauf zu schließen, dass von Anfang an ein kleines zweites Stockwerk auf der Ost- wie auf der Westseite geplant war. Ausgeführt wurde jedoch nur jenes auf der Ostseite. Es ist ein kleiner Tempel mit zwei hintereinander gelegenen Räumen. Er weist eine sehr prunkvolle Fassade auf, die stilistisch dem Chenes-Stil angenähert ist. Die für den Eingang zum unfertigen Tempelraum im zweiten Stockwerk vorgesehenen Steinplatten tragen ein Datum aus dem Jahre 876, das deshalb als Zeitpunkt für den Abbruch der Bauarbeiten angenommen werden kann.

### Gruppe 1A3-6

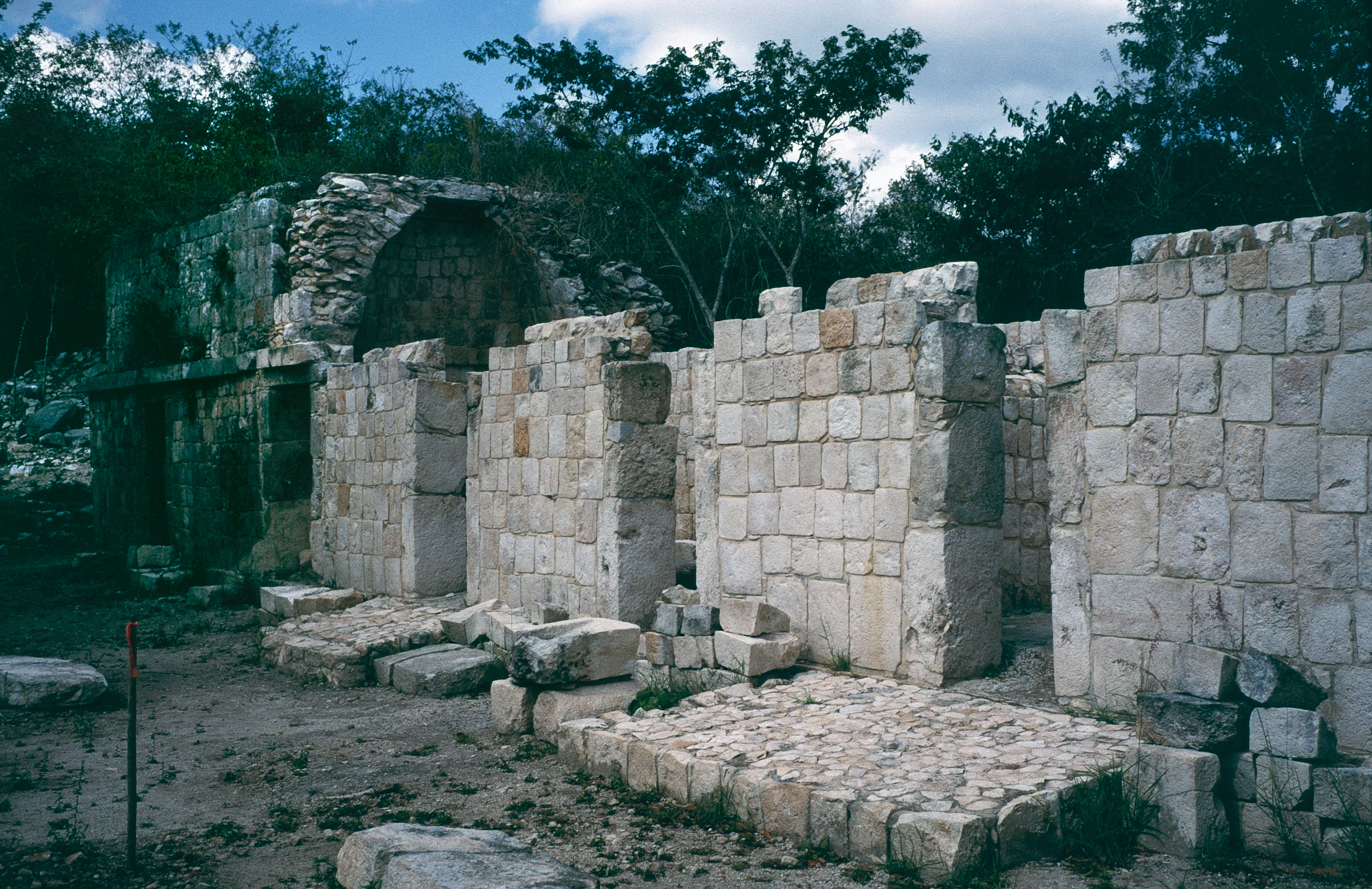
Gebäude 1A6

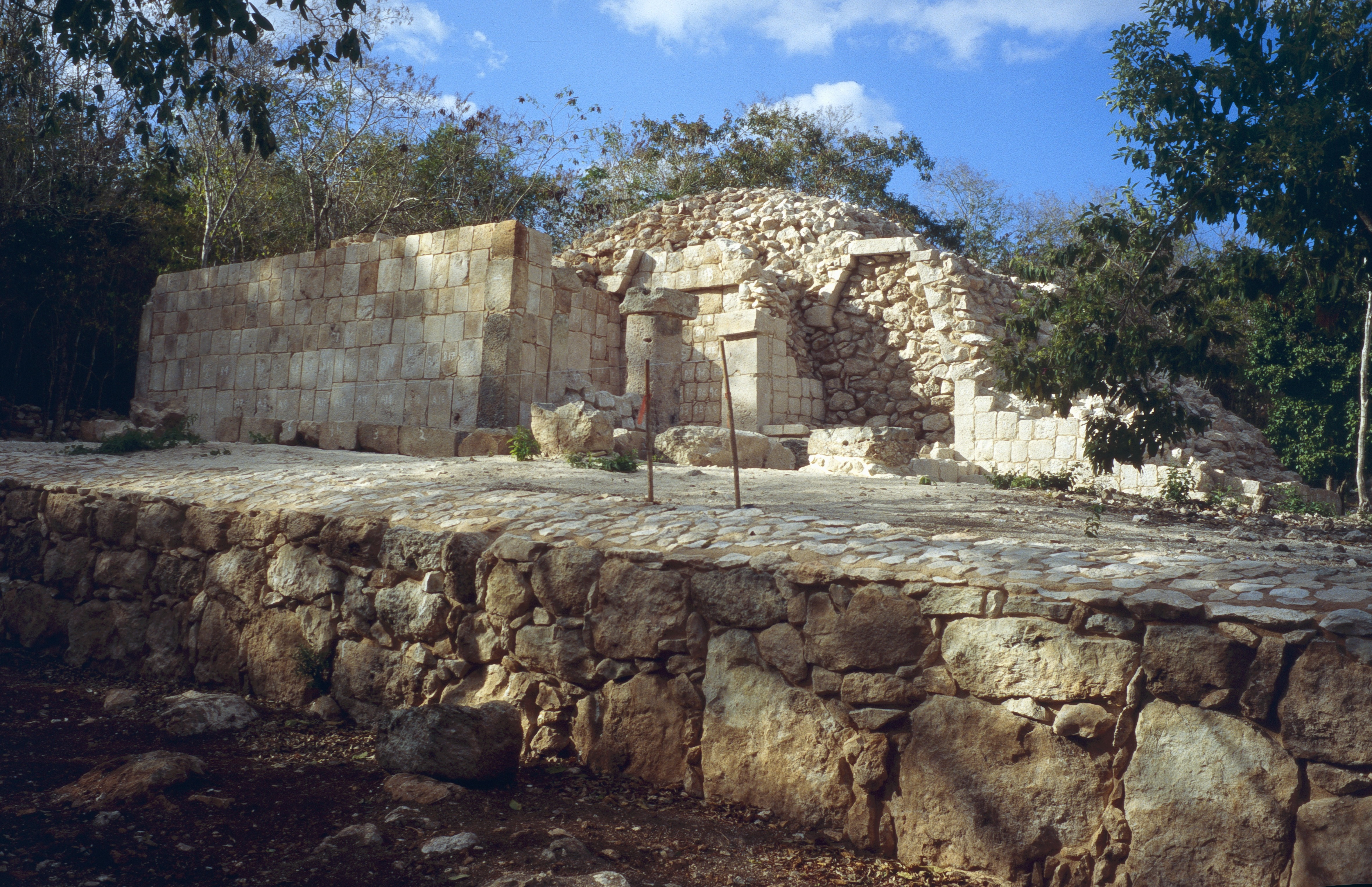
Gebäude 1A4, Südhälfte mit zugemauerten Durchgang unter der Treppe

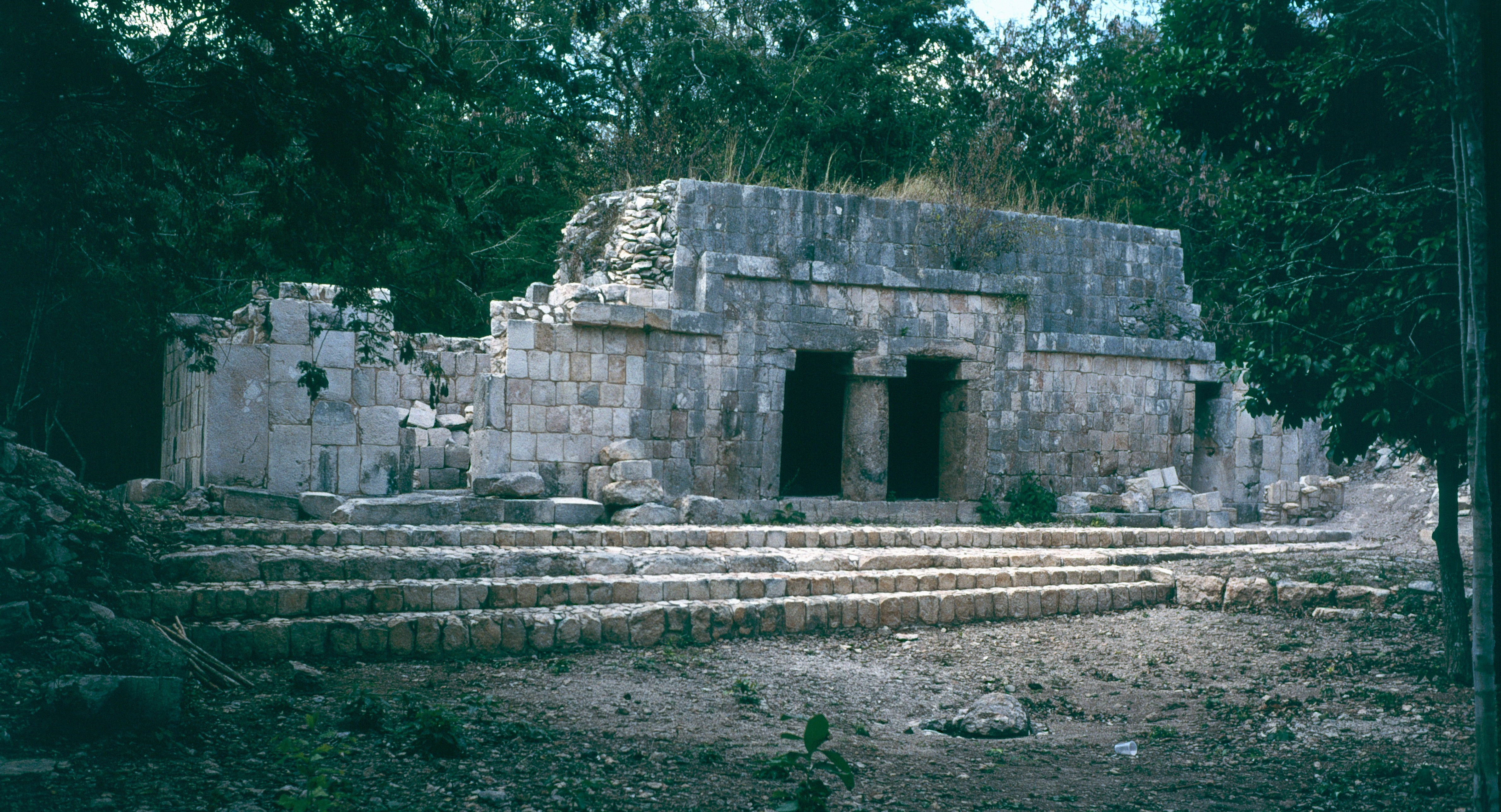
Gebäude 1A5

Bei dieser für das Publikum nicht zugänglichen Gruppe kleiner Gebäude handelt es sich um einen frühen Siedlungskern von Kabah, der im flacheren Gelände östlich des Manos Rojas-Gebäude liegt. Das Gebäude 1A3 steht im Norden eines kleinen, unregelmäßig geformten Hofes. Es hat drei Räume nebeneinander in einer hinteren Reihe, davor scheint ein sich über die gesamte Länge erstreckender Raum gelegen zu haben. Dieser hatte nach vorne vermutlich eine Säulenreihe, von der allerdings auch bei den Ausgrabungen keine Spuren nachgewiesen werden konnten. Südlich des Hofes liegt Gebäude 1A6, das aus zwei parallelen Reihen von drei Räumen besteht, die sich nach Norden bzw. nach Süden öffnen. Der Raum an der Südwestecke ist fast komplett erhalten. Hier zeigt sich an der Mauertechnik und dem fehlenden Dekor, dass das Gebäude dem frühen Puuc-Stil, Untertyp I, zuzuweisen ist. Auf der Westseite des Hofes liegt zentral und um einige Treppenstufen erhöht das für diese Phase typische Gebäude 1A4, das ebenfalls zwei parallele, nord-südlich verlaufende Reihen von Räumen aufweist. Die hinteren Räume sind hier durch die vorderen zu erreichen, deren Eingang mit zwei Säulen gestaltet ist. Zwischen den südlichen und den nördlichen Räumen liegt ein Kern aus Schüttmaterial, auf dem in einem zweiten Stockwerk ein doppelter Raum (Eingänge von Osten und Westen) liegt. Zu diesem führten von beiden Seiten fliegende Treppen hinauf, die aber in alter Zeit bereits, wohl aus statischen Gründen, verschlossen wurden. Südlich davon steht, etwas exzentrisch zum Hof, das aus drei Räumen bestehende Gebäude 1A5. Auch dieses ist ein früher Bau: Der über dem mittlere, von einer Säule getragenen Eingang hochspringende, aus einem einfachen, vorkragenden Band bestehende Fries ist ein Kennzeichen des frühen Puuc-Stils, Subtyp IIb. Das Gebäude ist das kleinste der Gruppe, es besteht nur aus drei Räumen in einer Reihe.

### Edificio de las Grecas

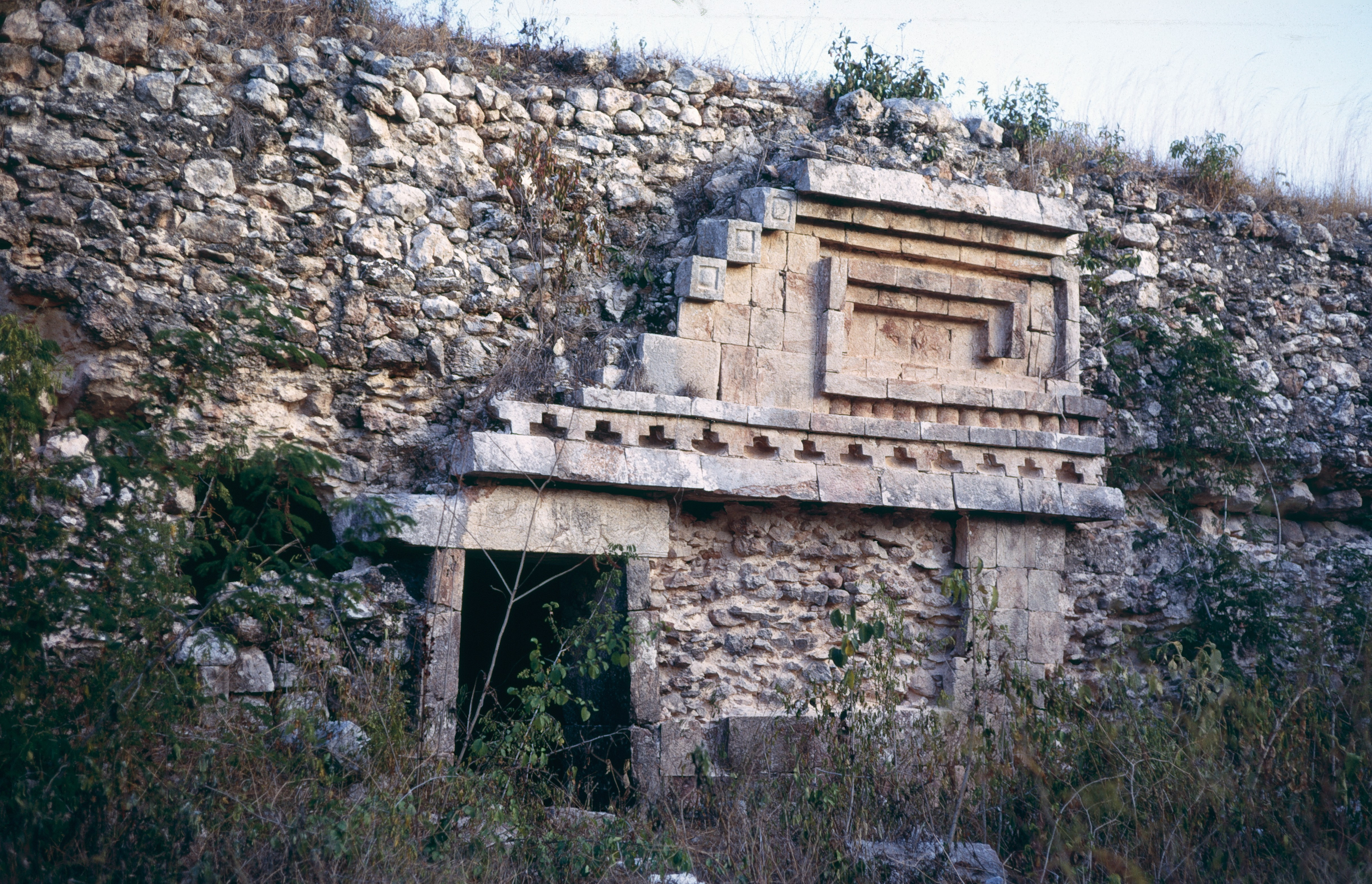
Gebäude 1A2, Westfassade vor Raum 10

Das in der technischen Nomenklatur als 1A2 bezeichnete und nicht öffentlich zugängliche Gebäude steht auf derselben Erhöhung wie das Gebäude Manos Rojas, in einer Entfernung von rund 100 m in südlicher Richtung. Es nimmt die höchste von mehreren gestaffelten Terrassen ein und ist wie die anderen Bauten auf dem Hügel zum Zentrum, nach Osten hin, orientiert. Es besteht aus drei strukturell unabhängigen, aber physisch verbundenen Baukörpern. Der erste ist ein Gebäude mit zwei parallelen Reihen von sieben Räumen in nord-südlicher Richtung. Bis auf den mittleren sind die Räume nach den jeweiligen Seiten geöffnet, nur der Mittelraum der westlichen Raumreihe ist durch den östlich vorgelagerten Raum zugänglich. Dieser Bauteil wurde in zwei Abschnitten errichtet: Vom Mittelraum bis zum nördlichen Ende, insgesamt zwei mal vier Räume, umfasst die erste Phase. Dies ist an der stark dekorierten Südfassade des Mittelraumes erkennbar, die von den später im Süden angefügten Räumen teilweise überdeckt wurde. Die südliche Erweiterung muss aber von Anfang an beabsichtigt gewesen sein, weil nur durch sie die wichtige Symmetrie der Fassade hergestellt wurde. Außerdem ragt der Mittelraum, wie im Chenes-Stil, leicht und mit gerundeten Ecken vor. Die südliche Erweiterung ist weniger exakt ausgeführt, ihre nordöstliche Ecke mit einer Ecksäule ist ebenfalls ein Hinweis auf den Chenes-Stil. Die Fassadenverkleidung des gesamten Gebäudes ist abgefallen, lediglich auf der Westseite ist ein großes Stück der oberen Wandfläche erhalten, die auf einem dreigliedrigen Mittelgesims sitzt und einen eckigen Mäander (daher der Name) und eine schräge Reihe von Dekorsteinen zeigt. Damit gehört das Gebäude zum späten Puuc-Mosaik-Stiltyp. Für die späte Einordnung des Gebäudes sprechen auch weitere Einzelheiten: An die Rückwand sind vier Räume parallel in schräger Richtung (nach Westen) angesetzt worden, die eine Verbindung zu einer hohen, aber offensichtlich unfertigen Plattform herstellen. Auf der Plattform finden sich keine Spuren einer Bebauung.

### Südwestgruppe

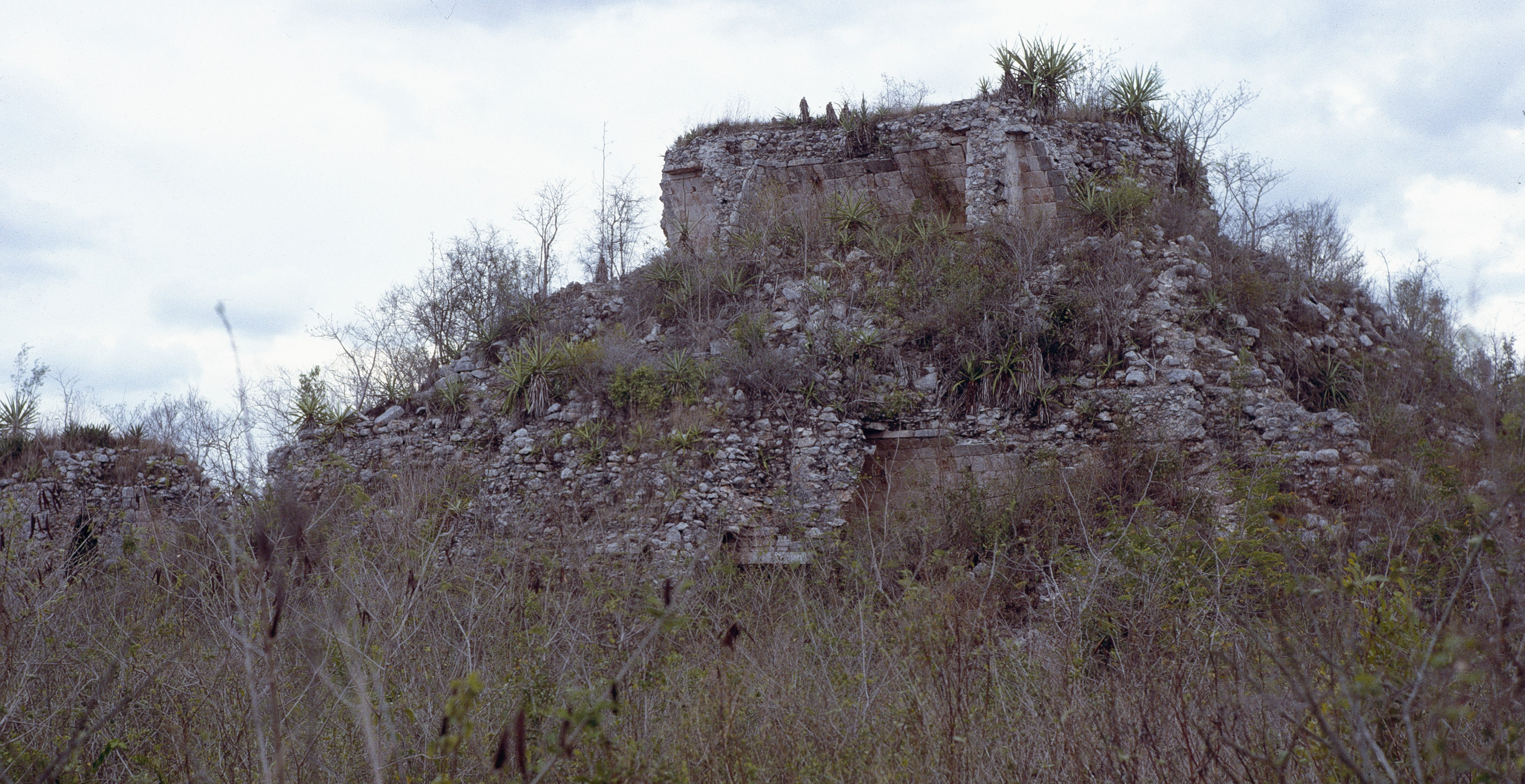
Gebäude 2A1, Ostseite

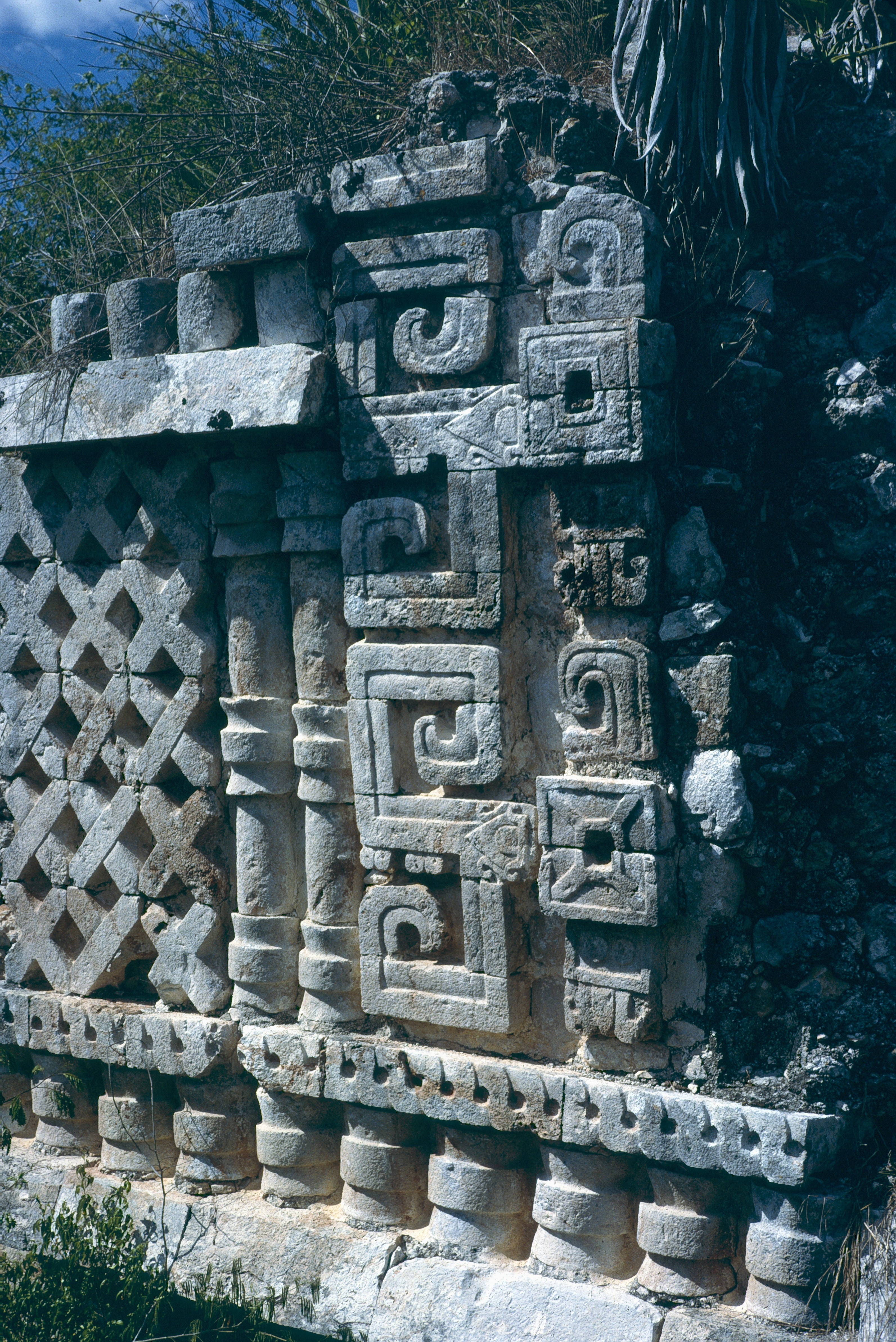
Gebäude 2A1, Friesteil der Fassade der Südostecke

Im Südwesten von Kabah steht auf dem oben erwähnten Hügelzug ein Komplex von Bauten, deren Mittelpunkt das zweistöckige Gebäude 2A1 bildet. Ihm im Osten vorgelagert ist ein leicht rechteckiger Hof mit zwei spiegelbildlichen Gebäuden an der Nord- und Südseite.
Das Gebäude 2A1 besteht aus einer Reihe von Räumen, die auf allen vier Seiten um einen rechteckigen Kern aus Schuttmaterial angeordnet sind. Die östliche Reihe mit sieben Räumen ragt dabei weit über den rechteckigen Baukörper nach den Seiten vor. Dies ist der älteste Bauteil, an den der rechteckige Teil später angefügt wurde. Der Kern aus Schuttmaterial bildet gleichzeitig das Fundament für das ungewöhnlich große, zweite Stockwerk, der dritten Bauphase. Dieser Bauteil ist wiederum von einer auf allen vier Seiten um einen, allerdings relativ schmalen Kern aus Schuttmaterial, angeordneten Folge von zehn Räumen gebildet. Hierbei liegt auf der Süd- und Ostseite je ein Raum hinter dem vorderen. Der Zugang erfolgte über zwei fliegende Treppen, die auf der Mitte der West- und Ostseite über die Fassade des ersten Stockwerkes gespannt waren, aber entlang der Fassade einen gewölbten Gang frei ließen, durch den man die darunterliegenden Räume betreten konnte. In diesem Durchgang ist an der Ostseite die gesamte Fassade erhalten. Sie zeichnet sich durch weit vorkragende Gesimplatten aus, auf der spulenförmige Säulenelemente und eine Reihe eines verschlungenen Bandes folgten. Auf der Südostecke des langen östlichen Bauteils ist die Fassade über die gesamte Höhe noch gut erhalten. Dort liegen über einer glatten unteren Wandhälfte die beschriebenen beiden Elemente, auf die eine mit diagonalen Bändern gefüllte obere Wandfläche folgt. Deren Dekor wird in Abständen von Paaren von Säulchen mit dreifachem Bindungsdekor unterbrochen. Die eigentliche Ecke wurde von einer Kaskade von Masken des Regengottes gebildet. Die beiden spiegelbildlichen Gebäude auf der Terrasse bestanden aus drei Räumen im vorderen Teil sowie einem langen hinteren Raum, dessen beide Seiten als kleine Kammern abgetrennt waren. Hier sind Reste von Stuckreliefs erhalten.